# Trennungsbahnhof

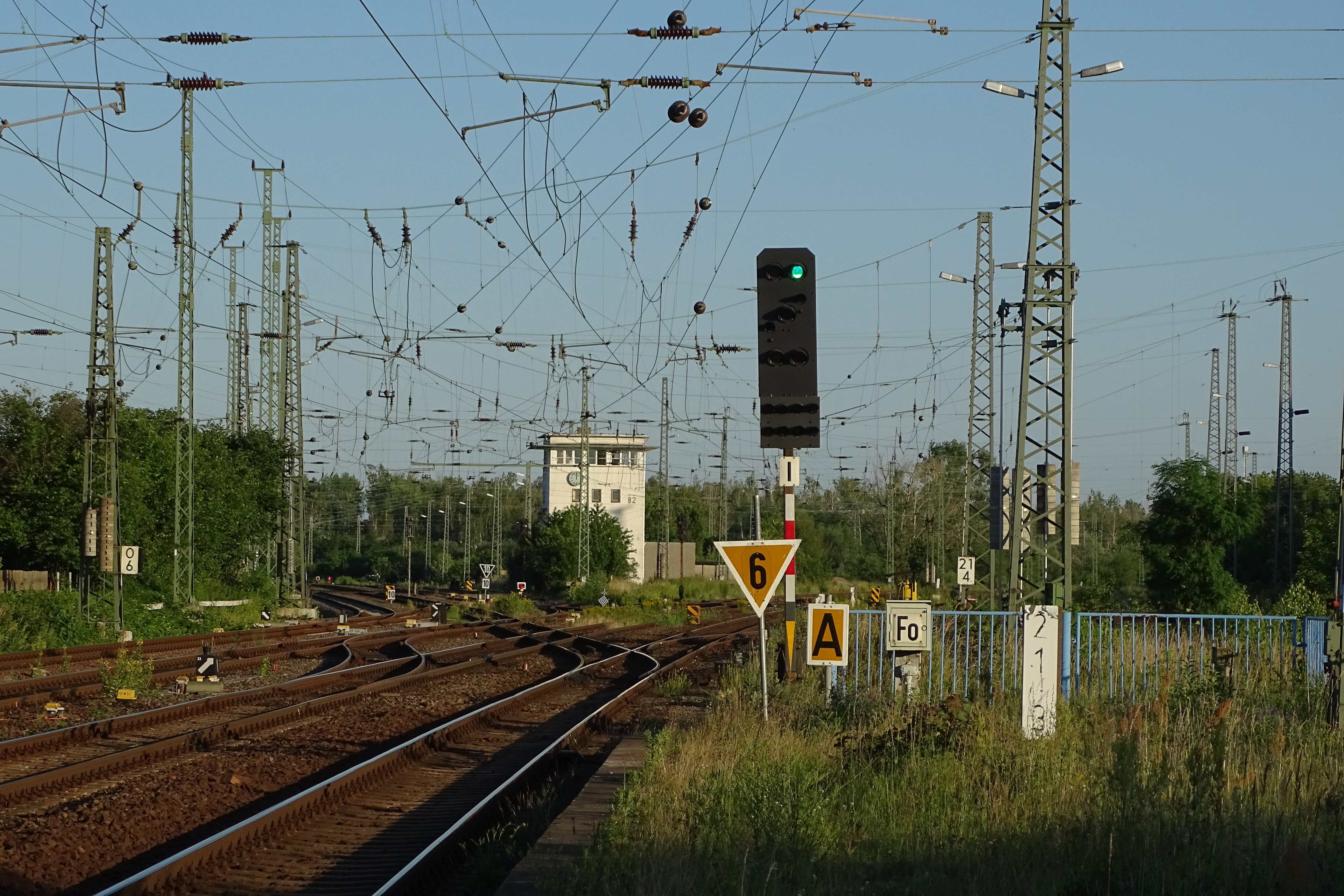
Verzweigung der Hauptbahnen nach Hof und nach Chemnitz im Trennungsbahnhof Neukieritzsch

In einem Trennungsbahnhof (Österreich und oft in der Schweiz: Abzweigbahnhof) zweigt eine (oder mehrere) Eisenbahnstrecke von einer durchgehenden Strecke ab. Die Strecken sind im Bahnhof betrieblich so verknüpft, dass auch  Übergänge von Zügen zwischen der abzweigenden und der weiterführenden Strecke möglich sind.
Anstelle von Trennungsbahnhof kommt auch die Bezeichnung Verzweigungsbahnhof vor. Sie wird vor allem in Systemen verwendet, die reinen liniengebundenen Personenverkehr anbieten (U- und S-Bahnen). Ein Verzweigungsbahnhof unterscheidet sich weder betrieblich noch technisch von anderen Trennungsbahnhöfen. Die Bezeichnung Verzweigungsbahnhof bezieht sich meist auf die Betriebsform, weniger auf den Aufbau des Bahnhofes.

## Abgrenzung
- Beim Anschlussbahnhof zweigt ebenfalls mindestens eine Strecke von der Stammstrecke ab. Jedoch hat die abzweigende Strecke entweder eine deutlich geringere Bedeutung[1] oder der Abzweig ist nicht für regelmäßige durchgehende Zugfahrten ausgelegt.[2] Betrieblich können beide Strecken dennoch verbunden sein, dies muss aber nicht zwingend der Fall sein, beispielsweise bei unterschiedlichen Spurweiten. Teilweise werden die Begriffe Anschluss- und Trennungsbahnhof auch synonym gebraucht.[3]
- In einem Kreuzungsbahnhof kreuzen sich zwei oder mehrere Strecken.
- In einen Berührungsbahnhof berühren sich zwei Strecken, ohne sich zu kreuzen, können aber verbunden sein. In beiden Fällen trennen sich die Strecken im Bahnhof jeweils in zwei Richtungen.

## Spezielle Bauformen
- Gebaut als Inselbahnhof: Das Empfangsgebäude befindet sich zwischen den Bahnsteigen der beiden sich trennenden Strecken. Dabei gibt es vor und nach dem Gebäude Gleisverbindungen, so dass dieses wie eine Insel von Gleisen umschlossen wird.
- Gebaut als Keilbahnhof: Das Empfangsgebäude befindet sich ebenfalls zwischen den Bahnsteigen der beiden sich trennenden Strecken. Gleisverbindungen befinden sich aber nur vor dem Gebäude. Dieses liegt im Keil zwischen den sich trennenden Strecken.